# Rovina (gmina Bucureșci)
Rovina – wieś w Rumunii, w okręgu Hunedoara, w gminie Bucureșci. W 2011 roku liczyła 154 mieszkańców.